# Prosciurillus
Prosciurillus är ett släkte av små ekorrar som förekommer på den indonesiska ön Sulawesi samt på ett antal mindre öar i samma region. Släktet listas vanligen till underfamiljen Callosciurinae men på grund av skillnader i skallens konstruktion är denna indelning omstridd. Släktets vetenskapliga namn syftar på ytliga likheter till den sydamerikanska arten Sciurillus pusillus men de är bara på långt håll släkt med varandra.
Arterna har vanligen en brunaktig till olivgrön päls på ovansidan. På undersidan är håren oftast gråa med kanelbruna spetsar. Kroppslängden ligger vid 15 centimeter och därtill kommer en 9 centimeter lång svans.
Arterna klättrar i träd eller i annan växtlighet och vistas på marken.
Prosciurillus bildas av fyra till fem arter:
- Prosciurillus murinus, norra och centrala Sulawesi
- Prosciurillus leucomus, på Sulawesi och öarna Buton samt East Kabaena
- Prosciurillus rosenbergii, Sangiheöarna
- Prosciurillus weberi, centrala Sulawesi
- Prosciurillus abstrusus, bergsområdet Mengkoka i sydöstra Sulawesi

Prosciurillus rosenbergi listas ibland som underart till Prosciurillus leucomus.
På grund av arternas gömda levnadssätt är ingenting känt angående populationens storlek. Nästan alla arter listas av IUCN med kunskapsbrist (Data Deficient) bara Prosciurillus rosenbergi förtecknas som livskraftig (Least Concern).